# Unicodeblock Maya-Zahlzeichen
Der Unicodeblock Maya-Zahlzeichen (engl. Mayan Numerals, U+1D2E0 bis U+1D2FF) beinhaltet die Zahlzeichen der Maya-Schrift, welche zum Teil auch heute noch aktiv in Mittelamerika verwendet werden.

## Liste
Alle Zeichen haben die allgemeine Kategorie „Andere Zahl“ und die bidirektionale Klasse „von links nach rechts“.
| Unicodenummer    | Zeichen (400 %) | Offizielle Bezeichnung  | Beschreibung              |
| ---------------- | --------------- | ----------------------- | ------------------------- |
| U+1D2E0 (119520) | 𝋠               | MAYAN NUMERAL ZERO      | Maya-Zahlzeichen Null     |
| U+1D2E1 (119521) | 𝋡               | MAYAN NUMERAL ONE       | Maya-Zahlzeichen Eins     |
| U+1D2E2 (119522) | 𝋢               | MAYAN NUMERAL TWO       | Maya-Zahlzeichen Zwei     |
| U+1D2E3 (119523) | 𝋣               | MAYAN NUMERAL THREE     | Maya-Zahlzeichen Drei     |
| U+1D2E4 (119524) | 𝋤               | MAYAN NUMERAL FOUR      | Maya-Zahlzeichen Vier     |
| U+1D2E5 (119525) | 𝋥               | MAYAN NUMERAL FIVE      | Maya-Zahlzeichen Fünf     |
| U+1D2E6 (119526) | 𝋦               | MAYAN NUMERAL SIX       | Maya-Zahlzeichen Sechs    |
| U+1D2E7 (119527) | 𝋧               | MAYAN NUMERAL SEVEN     | Maya-Zahlzeichen Sieben   |
| U+1D2E8 (119528) | 𝋨               | MAYAN NUMERAL EIGHT     | Maya-Zahlzeichen Acht     |
| U+1D2E9 (119529) | 𝋩               | MAYAN NUMERAL NINE      | Maya-Zahlzeichen Neun     |
| U+1D2EA (119530) | 𝋪               | MAYAN NUMERAL TEN       | Maya-Zahlzeichen Zehn     |
| U+1D2EB (119531) | 𝋫               | MAYAN NUMERAL ELEVEN    | Maya-Zahlzeichen Elf      |
| U+1D2EC (119532) | 𝋬               | MAYAN NUMERAL TWELVE    | Maya-Zahlzeichen Zwölf    |
| U+1D2ED (119533) | 𝋭               | MAYAN NUMERAL THIRTEEN  | Maya-Zahlzeichen Dreizehn |
| U+1D2EE (119534) | 𝋮               | MAYAN NUMERAL FOURTEEN  | Maya-Zahlzeichen Vierzehn |
| U+1D2EF (119535) | 𝋯               | MAYAN NUMERAL FIFTEEN   | Maya-Zahlzeichen Fünfzehn |
| U+1D2F0 (119536) | 𝋰               | MAYAN NUMERAL SIXTEEN   | Maya-Zahlzeichen Sechzehn |
| U+1D2F1 (119537) | 𝋱               | MAYAN NUMERAL SEVENTEEN | Maya-Zahlzeichen Siebzehn |
| U+1D2F2 (119538) | 𝋲               | MAYAN NUMERAL EIGHTEEN  | Maya-Zahlzeichen Achtzehn |
| U+1D2F3 (119539) | 𝋳               | MAYAN NUMERAL NINETEEN  | Maya-Zahlzeichen Neunzehn |